# Bactrocera daruensis
Bactrocera daruensis
 es una especie de díptero que Drew describió por primera vez en 1989. Bactrocera daruensis pertenece al género Bactrocera de la familia Tephritidae. 